# Clase Clemenceau
La Clase Clemenceau es una pareja de portaviones que sirvió en la Marina Francesa principalmente desde principios de los años 1960 hasta finales de los años 1990. Los dos buques de la clase fueron el Clemenceau (R 98), que sirvió en la Marina Francesa de 1961 a 1998, y el Foch (R 99), que sirvió de 1963 a 2000. Mientras que el Clemenceau fue desguazado en 2006 el Foch fue vendido a Brasil en 2000, país que lo adquirió como buque insignia de su flota tras rebautizarlo con el nombre de São Paulo (A-12) pero dado de baja recientemente en febrero del 2017.
Los buques de la clase Clemenceau fueron el eje de la flota francesa a lo largo de sus treinta y siete años de servicio. Fueron además los primeros portaviones de Francia en haber sido construidos y completados después de haber sido diseñados como tales desde el principio (el Clemenceau fue botado en 1957 y el Foch en 1959). Años antes los primeros portaviones de Francia en ser concebidos como tales habían sido los de la clase Joffre, el Joffre y el Painlevé, cuyas quillas fueron puestas en grada respectivamente en 1938 y 1939, pero la construcción de ambos tuvo que ser abandonada cuando Alemania invadió Francia en 1940.

## Historia
El Clemenceau fue el primer portaaviones diseñado y construido en Francia desde la Segunda Guerra Mundial. Antes de él la Marine Nationale tuvo en servicio cinco portaaviones:
- Béarn, construido en Francia en 1927.
- Dixmude (A-609), ex HMS Biter (D-97).
- Bois Belleau (R-97), ex USS Belleau Wood.
- La Fayette (R-96), ex USS Langley
- Arromanches (R-95),ex HMS Colossus.

### Antecedentes
Poco después del fin de la Primera Guerra Mundial Francia se hizo con un portaaviones mediante la conversión del acorazado Bearn. Aunque grande no llevaba muchos aviones y nunca participaría activamente en combate. La construcción prevista de otros dos grandes portaaviones de la clase Joffre fue suspendida por el inicio de la Segunda Guerra Mundial, pero después de la guerra.
En 1945 comenzaron los estudios para reemplazar al viejo portaviones Bearn, en parte usando los diseños realizados para la clase Joffre. El primer diseño, llamado Portaaviones PA28  se hizo público en 1947. Los ingenieros lo habían empezado como un proyecto secreto en la Francia ocupada, como una mejora del diseño Joffre de finales de la década de 1930. Con el fin de la guerra la armada francesa incorporó portaaviones ligeros transferidos desde Gran Bretaña y Estados Unidos. Sus grupos aéreos también se componían de aviones excedentes transferidos a Francia.
En agosto de 1947 se aprobó el diseño y se ordenó la construcción del PA28. El diseño se inspirsba en parte en el portaaviones ligero británico: cubierta de vuelo blindada, hangares estaban desplazados hacia babor, dos ascensores de 15x 10 m. instalados a proa y popa de la isla. Los lanzamientos utilizaban dos catapultas impulsadas por vapor. El portaviones embarcaría 45 aviones, una combinación de aviones SNCASE SE 580 y SNCAC NC1070. En 1949, después de un cambio político, el diseño se consideró ya obsoleto. Las actualizaciones en EE. UU. de los portaviones de la Segunda Guerra Mundial y los avances en aviación mostraban un nuevo camino y el PA28 fue cancelado definitivamente en 1950.

### Necesidad de portaviones
A principios de la década de 1950 la Marina francesa tenía cuatro portaaviones en servicio, pero todos excedentes de la guerra comprados de segunda mano. El más moderno y grande era el Arromanches. Los demás eran buques pequeños, el escolta Dixmude y dos clase Independence (Lafayette y Bois Belleau). Todos eran demasiado pequeños para operar aviones modernos. Para garantizar que Francia siguiera siendo independiente en la construcción de portaaviones se planificaron dos diseños de portaaviones modernos. El primero de unas 35.000 toneladas, comparable, pero más pequeño que la clase Audacious, incorporaría las últimas ideas. Estaría equipado con cubierta de vuelo en ángulo, catapultas de vapor y una ayuda de aterrizaje de espejos. Todo esto ya había sido adoptado en los portaaviones estadounidenses y británicos. También se deseaba que operaran una nueva generación de aviones de diseño y fabricación francesa.
Los portaaviones franceses sirvieron en la Guerra de Indochina, así como en el Incidente de Suez. Por ello Francia era muy consciente de la importancia militar y política de contar con portaviones. En Indochina la armada francesa rotó sus cuatro portaaviones y sus escuadrones aéreos fueron un bienvenido refuerzo. En 1956 el Arromanches y Lafayette fueron desplegados durante la crisis de Suez. Sus F4U Corsair bombardearon bases aéreas egipcias alrededor de El Cairo y apoyaron a las tropas francesas.

### Clase Clemenceau
La nueva clase Clemenceau fue concebida para sustituir a esos ya viejos portaaviones y así modernizar la flota. Se trataba de un proyecto de cuatro portaviones de unas 20.000 toneladas, presentado en 1949. El programa fue recortado y en 1953 se aprobó la construcción de tres portaaviones de 24.200 toneladas. Sólo dos de hicieron realidad, el Clemenceau y el Foch. Se inspiraron un poco en la clase Essex modernizada y se convirtieron en los únicos portaviones en Europa a fines de la década de 1970, cuando la Royal Navy retiró los suyos.
Tomaron todo lo que era atractivo para los franceses de los portaviones británicos y estadounidenses, pero se inclinaron más por estos últimos. Eran un diseño más pequeño, pero parecido al Essex SCB-27C modernizado. El desarrollo de misiles estaba menos avanzado y se retuvo un armamento defensivo de cañones, empleando la nueva torreta francesa de cañón universal de 100 mm..
El Clemenceau y su gemelo fueron construidod en Brest y Saint-Nazaire. Se pusieron en grada en 1955-56 y se entregaron en 1961-63, formando ambos el eje de la flota francesa hasta final de siglo XX. Sus cuatro turbinas a vapor le daban una velocidad máxima de 32 nudos y una autonomía de 7.500 millas náuticas a 18 nudos. Un tercer portaaviones, el Verdun, mucho más grande, fue cancelado.
Podían embarcar hasta 40 aeronaves en distintas configuraciones, la mitad que los portaviones de la US Navy. Su componente aéreo estándar vio a lo largo de los años aviones Super Etendard, Etendard IVP, F-8 Crusader, Breguet Alize y los helicópteros AS365 Dauphin, Aloutte III o Super Frelon. Muy pronto los aviones de ataque fueron asignados al Clemenceau y el Foch se empleó como portahelicopteros de asalto. Estos portaaviones ligeros dieron a la marina francesa un notable poder táctico. 
En más de 35 años de servicio participsron en innumerables maniobras nacionales y extranjeras. Se desplegaron en la Operación Olifant durante la guerra en el Líbano en 1982-84. También en 1987 patrullaron en el mar de Omán durante la guerra de Irán-Iraq. Allí volvieron en la Operación Salamandre en 1990. Más tarde participaron en la Operación Balbuzard durante el conflicto de ex-Yugoslavia entre 1993 y 1996.
Durante su primera década de servicio la Marina francesa contaba con tres portaaviones, dado que el Arromanches se utilizaba para calificar pilotos y guerra antisubmarina, con los aviones Breguet Alizé. Esto permitía enviar un grupo aeronaval en misión durante varios meses. Así en 1966 el Foch, y después en 1968 el Clemenceau, zarpó para formar, con su escolta el grupo Alfa cuya misión era vigilar las pruebas nucleares francesas en la Polinesia.
Cuando el Arromanches fue retirado en 1974 se comenzó a hablar de sustituir el Foch y el Clemenceau por portaaviones de propulsión nuclear.
De todas las operaciones la más recordada fue cuando en 1985 el Clemenceau lanzó un Citroën Visa GTI desde una de sus catapultas para un anuncio de televisión.
Fueron modernizados a finales de la década de 1970, dándole capacidad para operar con aviones Super Etendard y armas nucleares. De nuevo modernizados más tarde, fueron eliminados los montajes artilleros de 100mm. y sustituidos por sistemas antiaéreos Crotale. También se mejoraron los ascensores, catapultas y calderas.
El Clemenceau fue desguazado en 2009, tras causar baja en 1998. El Foch fue vendido a la Armada brasileña en noviembre de 2000, donde fue rebautizado Sao Paulo (A-12).

## Buques de la clase
Los dos buques de la clase Clemenceau son:
- Clemenceau: líder de su clase, puesto en grada en 1955, y asignado en 1961. El Clemenceau fue construido por Chantiers Atlantique en Saint-Nazaire y completado en Brest. Su quilla fue puesta en grada en 1956, fue botado el 21 de diciembre de 1957 y, cuando estaba completado hasta la cubierta de hangares, fue enviado a Brest para su terminación.
Terminado el 22 de noviembre de 1961, tuvo una modernización en 1978 en la que se le dio capacidad para operar con aviones Super Étendard y armas nucleares. Posteriormente se le incorporaron nuevos sistemas defensivos, se mejoraron los ascensores, catapultas y calderas. Además se le retiraron los cañones de 100 mm entre 1985 y 1986.
Tras 35 años de servicio, fue dado de baja y desarmado en Francia a partir de 1998. Partió el 31 de diciembre de 2005 con destino al astillero de Guyarat, en el noroeste de la India, para ser desguazado. Las protestas de diversos grupos ante la gran cantidad de amianto y asbesto que contiene el buque hicieron que el tribunal supremo de la India, prohibiera su entrada al puerto,[1] y que finalmente, Jacques Chirac diera la orden de que retornara a Francia,[2]  para ser desguazado,[3] a donde llegó el 18 de mayo de 2006.[4] En julio de 2008, se decidió que finalmente, sería desguazado en Gran Bretaña.[5]

- Foch: se inició su construcción dos años después que el líder de la clase. Fue terminado el 15 de julio de 1963 y permaneció en activo desde 1963 hasta 2000. Fue modernizado entre julio de 1980 y diciembre de 1981 en la que se le dio capacidad para operar con aviones Super Étendard y armas nucleares, y otra en la que se le incorporaron nuevos sistemas defensivos, se mejoraron los ascensores, catapultas, calderas y se le retiraron los cañones de 100 mm entre 1987 y 1988.
Pasó a reserva en 2001 y aunque estuvo destinado al desguace fue transferido al Brasil en esa misma fecha por 12 millones de dólares para sustituir al veterano NAeL Minas Gerais de Clase Colossus,[6] donde prestaba servicio con el nombre de São Paulo, como único portaaviones pues ahora se sabe que en febrero del 2017 se dio de baja.